# Чемпионат СССР по современному пятиборью среди женщин 1989
V Чемпионат СССР по современному пятиборью среди женщин проводился в столице Белорусской ССР городе Минск с 5 по 10 июля 1989 года. На чемпионате все награды разыгрывались только в личном первенстве.

## Чемпионат СССР. Женщины. Личное первенство
| Дисциплина        | Золото                                            | Серебро                                            | Бронза                                       |
| Личное первенство | Жанна Горленко · Белорусская ССР · Гомель, Динамо | Жанна Долгачева · Белорусская ССР · Гомель, Динамо | Анжела Маркина · РСФСР · Куйбышев, Профсоюзы |

- Итоговые результаты.

| Место | Спортсмен              | Республика, город, спортивное общество | Сумма очков |
| ----- | ---------------------- | -------------------------------------- | ----------- |
| 1.    | Жанна Горленко         | Белорусская ССР,Гомель, Динамо         | 5455        |
| 2.    | Жанна Долгачева        | Белорусская ССР,Гомель, Динамо         | 5257        |
| 3.    | Анжела Маркина         | РСФСР, Куйбышев, Профсоюзы             | 5251        |
| 4.    | Екатерина Болдина      | Москва Профсоюзы (Планерная)           | 5197        |
| 5.    | Татьяна Чернецкая      | Москва Вооруженные Силы                | 5169        |
| 6.    | Светлана Добротворская | Латвия Вооруженные Силы                | 5168,5      |